# Turkiet i olympiska vinterspelen 1976
Turkiet deltog med nio deltagare vid de olympiska vinterspelen 1976 i Innsbruck. Ingen av landets deltagare erövrade någon medalj.